# Transportsjuka
Transportsjuka är en sjukdom som hästar kan drabbas av när de stressas, exempelvis i samband med transport längre sträckor. Den beror på stress och kan, om den inte upptäcks i tid, leda till lungsäcksinflammation.